# Korozja naprężeniowa
Korozja naprężeniowa (pękanie korozyjne, pękanie sezonowe) – korozja lokalna zachodząca w materiale, w którym występują stałe naprężenia technologiczne lub eksploatacyjne. Korozja naprężeniowa występuje na skutek łącznego oddziaływania agresywnego środowiska i naprężeń mechanicznych na materiały podatne na ten typ korozji. Korozja prowadzi do pękania przedmiotów metalowych (np. stalowych, mosiężnych lub aluminiowych) lub polimerowych. Korozja metali ma charakter elektrochemiczny. 

.

## Środowisko
Korozja naprężeniowa zachodzi głównie w roztworach stosunkowo mało agresywnych, głównie chlorków (również bromków i jodków).
Pękanie korozyjne różnych stopów może być powodowane przez różne czynniki, np.:
- mosiądze – korodują w atmosferze amoniaku lub dwutlenku siarki
- stale węglowe – korodują w środowisku alkalicznym i w obecności azotanów
- stopy aluminium, magnezu i stale chromowo-niklowe – korodują w obecności chlorków

## Naprężenie

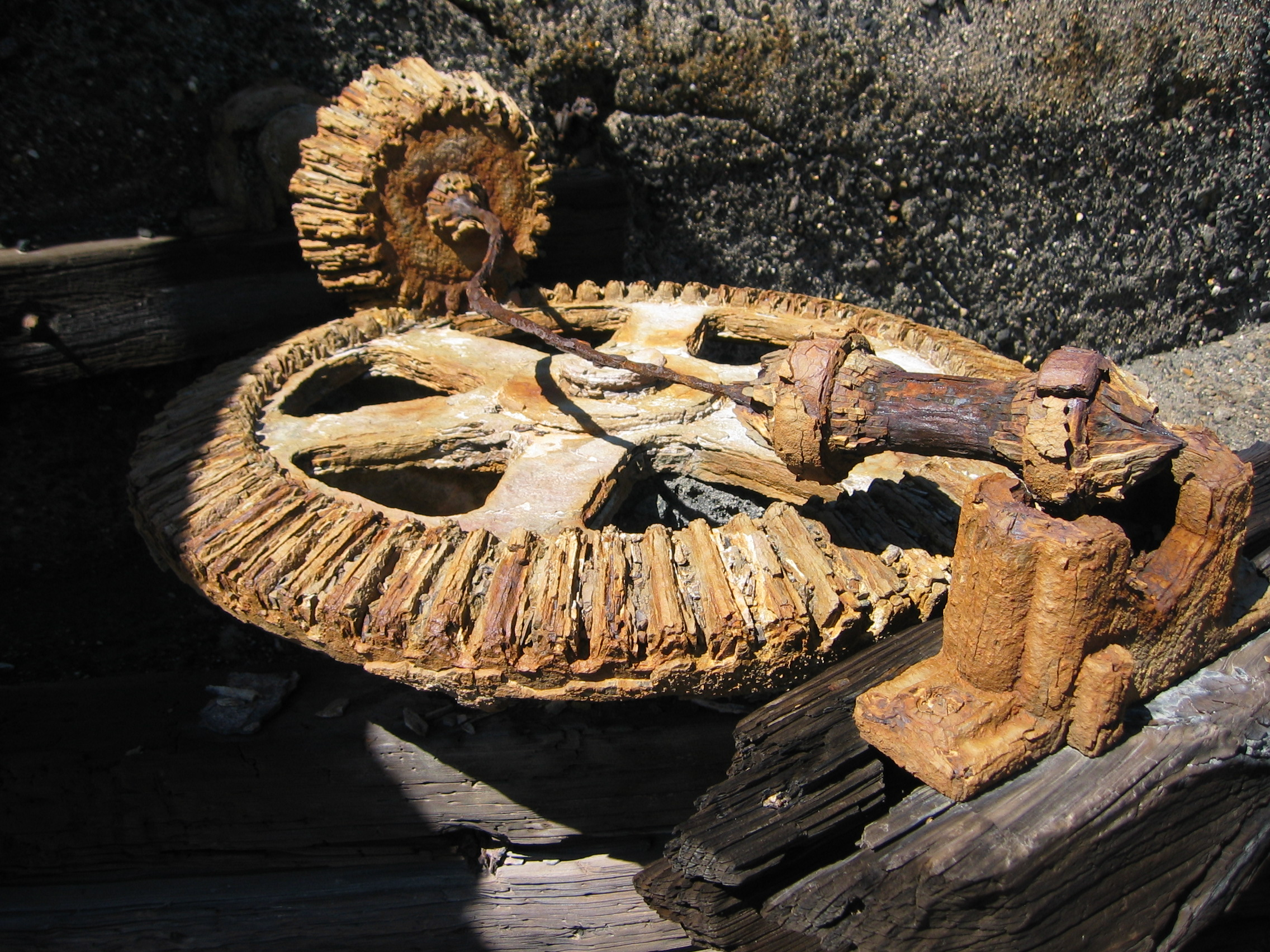
Charakter zniszczeń materiału po obróbce plastycznej, spowodowanych przez naprężeniową korozję elektrochemiczną

Mogą to być zarówno naprężenia wywołane siłami zewnętrznymi, jak i naprężenia własne wywołane np. zgniataniem na zimno lub spawaniem. Uważa się, iż materiał pozostający pod wpływem obciążeń, poddany działaniu środowiska korozyjnego jest mniej odporny na oddziaływanie tego środowiska niż materiał nieobciążony. W wyniku naprężeń powierzchnia metalu nie jest energetycznie jednorodna. Powstają miejsca bogatsze energetycznie, z których jony metalu znajdujące się na powierzchni przechodzą do roztworu łatwiej niż z powierzchni niezdefektowanej. Powierzchnia zdefektowana staje się biegunem ujemnym, a powierzchnia niezdefektowana biegunem dodatnim ogniwa. W ogniwie korozyjnym na anodzie zachodzi proces utleniania (korozja elektrochemiczna). Pęknięcia przebiegają prostopadle do naprężeń głównych i mogą przebiegać wzdłuż granic ziaren (naprężeniowa korozja międzykrystaliczna) lub poprzez ziarna (korozja naprężeniowa śródkrystaliczna).

## Mechanizm
Zjawisko pękania korozyjnego tłumaczy się nierównomiernym rozmieszczeniem składników stopu, zwłaszcza, gdy różnią się one aktywnością chemiczną (np. cynk i miedź w mosiądzach). W przypadku mosiądzów pęknięcia korozyjne tworzą się w miejscach lokalnie wyższego stężenie atomów cynku. Z tego względu najbardziej odporne na ten typ korozji są mosiądze zawierające do 20% cynku (np. tombak).

## Badania
Korozję naprężeniową można badać metodą DEIS (z ang. Dynamic Electrochemical Impedance Spectroscopy), czyli dynamiczną elektrochemiczną spektroskopią impedancyjną. Metoda ta została opracowana pod koniec lat 90. w Katedrze Elektrochemii, Korozji i Inżynierii Materiałowej Politechniki Gdańskiej przez prof. Kazimierza Darowickiego.